# Gennetines
Gennetines és un municipi francès, situat al departament de l'Alier i a la regió d'Alvèrnia-Roine-Alps. L'any 2007 tenia 549 habitants.

## Demografia

### Població
El 2007 la població de fet de Gennetines era de 549 persones. Hi havia 208 famílies de les quals 34 eren unipersonals (17 homes vivint sols i 17 dones vivint soles), 85 parelles sense fills, 81 parelles amb fills i 8 famílies monoparentals amb fills.
La població ha evolucionat segons el següent gràfic:
Habitants censats

### Habitatges
El 2007 hi havia 250 habitatges, 218 eren l'habitatge principal de la família, 4 eren segones residències i 28 estaven desocupats. 247 eren cases i 3 eren apartaments. Dels 218 habitatges principals, 168 estaven ocupats pels seus propietaris, 41 estaven llogats i ocupats pels llogaters i 8 estaven cedits a títol gratuït; 3 tenien dues cambres, 20 en tenien tres, 57 en tenien quatre i 137 en tenien cinc o més. 159 habitatges disposaven pel capbaix d'una plaça de pàrquing. A 80 habitatges hi havia un automòbil i a 127 n'hi havia dos o més.

### Piràmide de població
La piràmide de població per edats i sexe el 2009 era:
| Homes | Edats   | Dones |
| ----- | ------- | ----- |
| 0     | 95 o +  | 0     |
| 4     | 90 a 94 | 4     |
| 0     | 85 a 89 | 12    |
| 4     | 80 a 84 | 4     |
| 4     | 75 a 79 | 0     |
| 8     | 70 a 74 | 4     |
| 16    | 65 a 69 | 20    |
| 20    | 60 a 64 | 16    |
| 16    | 55 a 59 | 12    |
| 20    | 50 a 54 | 20    |
| 24    | 45 a 49 | 28    |
| 28    | 40 a 44 | 16    |
| 16    | 35 a 39 | 28    |
| 28    | 30 a 34 | 20    |
| 8     | 25 a 29 | 16    |
| 8     | 20 a 24 | 20    |
| 24    | 15 a 19 | 12    |
| 20    | 10 a 14 | 36    |
| 20    | 5 a 9   | 20    |
| 8     | 0 a 4   | 16    |

## Economia
El 2007 la població en edat de treballar era de 380 persones, 277 eren actives i 103 eren inactives. De les 277 persones actives 262 estaven ocupades (146 homes i 116 dones) i 15 estaven aturades (7 homes i 8 dones). De les 103 persones inactives 52 estaven jubilades, 29 estaven estudiant i 22 estaven classificades com a «altres inactius».

### Ingressos
El 2009 a Gennetines hi havia 247 unitats fiscals que integraven 665,5 persones, la mediana anual d'ingressos fiscals per persona era de 19.048 €.

### Activitats econòmiques
Dels 12 establiments que hi havia el 2007, 1 era d'una empresa extractiva, 2 d'empreses de construcció, 2 d'empreses d'hostatgeria i restauració, 5 d'empreses de serveis, 1 d'una entitat de l'administració pública i 1 d'una empresa classificada com a «altres activitats de serveis».
Dels 3 establiments de servei als particulars que hi havia el 2009, 2 eren empreses de construcció i 1 perruqueria.
L'any 2000 a Gennetines hi havia 28 explotacions agrícoles que ocupaven un total de 3.096 hectàrees.

## Equipaments sanitaris i escolars
El 2009 hi havia una escola elemental.

## Poblacions més properes
El següent diagrama mostra les poblacions més properes.